# Tempo di Charleston
Tempo di Charleston è un film del 1969 diretto da Julio Diamante. Il film è conosciuto anche con il titolo Chicago 1969.

## Trama
Un uomo di campagna, Francesco Lo Faro detto Frank, si è imbattuto in una sparatoria in un paese, portando le vittime al quartier generale della banda, guadagnandosi un posto nel clan di Erik. Il boss del sindacato, Big John vuole unire le quattro bande di Chicago, ma Erik vuole rimanere indipendente. Questo è il punto che permette a Frank di entrare a far parte della folla di Erik e della sua ragazza, Lucie. La prima mossa dell'uomo è assumere professionisti esterni e far esplodere il casinò di Big John, sfidando l'intero sindacato. Frank e Erik si ribellano, e Big John uccide Frank e Lucky, mentre Erik viene ucciso da un'ispettore di polizia.